# Rəhman Hacıyev
Rəhman Hacıyev (auch Rahman Hajiyev; * 25. Juli 1993 in Tovuz) ist ein aserbaidschanischer Fußballspieler.

## Karriere

### Verein
Hacıyev spielte in der Nachwuchsabteilung des FK Baku und schaffte es hier 2009 in den Profikader. Im Sommer 2010 wurde er für sechs Monate an Altay Izmir  in die Türkei verliehen, absolvierte dort allerdings kein Spiel für den Zweitligisten. Die Rückrunde der Saison 2013/14 verbrachte er dann bei FK Gənclərbirliyi Sumqayıt.
Zur Saison 2014/15 wechselte Hacıyev in die türkische TFF 1. Lig zu Gaziantep Büyükşehir Belediyespor. Da er aserbaidschanischer Staatsbürger ist, wird er hier unter einem gesonderten Status spielen und somit keinen regulären Ausländerplatz belegen. Bereits nach einer halben Saison verließ er diesen Klub wieder. Seit Sommer 2015 spielt er für Neftçi Baku.

### Nationalmannschaft
Hacıyev hatte mehrere Einsätze für die Aserbaidschanische U-17-, U-19- und U-21-Nationalmannschaft. Von 2015 bis 2018 spielte er auch insgesamt siebenmal für die A-Nationalmannschaft seines Landes.

## Erfolge
- Aserbaidschanischer Meister: 2009
- Aserbaidschanischer Pokalsieger: 2010, 2012